# Rolls-Royce Motors

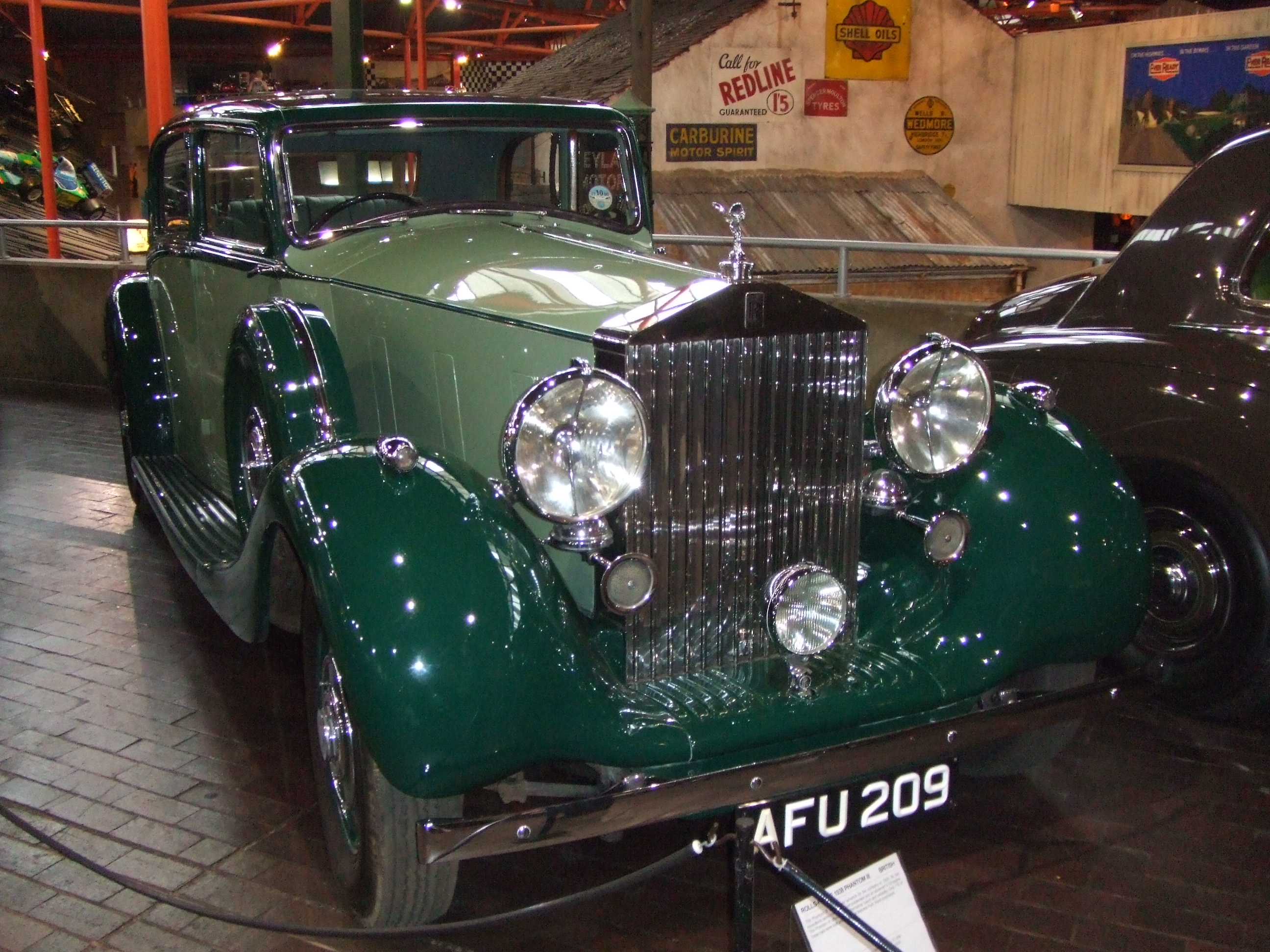

La Rolls Royce Motors è la società creata nel 1973 dalla scissione delle attività automobilistiche Rolls-Royce dalla Rolls-Royce Limited.
Nel 2003 il marchio Rolls-Royce è diventato di proprietà della nuova società Rolls-Royce Motor Cars facente parte del gruppo BMW, mentre il marchio Bentley è passato sotto il controllo del gruppo Volkswagen.

## Storia

### Il periodo della nazionalizzazione e il gruppo Vickers
Nel 1971 la Rolls-Royce era in bancarotta per via dello sviluppo dell'avanzato motore a reazione RB211, ma fu salvata dal governo britannico con la nazionalizzazione dell'azienda. Nel 1973 la divisione auto venne separata dalla Rolls-Royce Limited con il nome Rolls-Royce Motors.
Nel 1980 la Rolls-Royce Motors venne acquistata dal gruppo Vickers.
Un sondaggio di marketing del 1987 ha mostrato che solo la Coca-Cola era un marchio più conosciuto rispetto a Rolls-Royce.

### Volkswagen e BMW
Nel 1998 Vickers decise di vendere la Rolls-Royce Motors. Il principale contendente sembrava essere la BMW, che già forniva i motori e altri componenti per le automobili Rolls-Royce e Bentley, ma la sua offerta definitiva di £ 340 milioni venne superata da Volkswagen, che offrì £ 430 milioni.
Il Gruppo Volkswagen acquistò così i diritti per la mascotte "Spirit of Ecstasy" e la forma della calandra radiatore, ma si è ritrovata priva dei diritti per il nome e il marchio Rolls-Royce.
Infatti Rolls-Royce plc, il costruttore di motori aeronautici, decise che la licenza del marchio Rolls-Royce (nome e logo) non sarebbe andata alla VW, ma alla BMW, con la quale aveva avuto recentemente iniziative commerciali congiunte.
BMW aveva acquistato una opzione sui marchi, la concessione in licenza del nome e del logo "RR" per £ 40 milioni, accordo che molti commentatori hanno pensato fosse il vero affare da trattare. VW sostenne che lei comunque aveva voluto veramente solo Bentley. Resta il fatto che in termini di vendite Rolls-Royce era il marchio più forte: ogni due automobili vendute con il marchio Rolls-Royce, veniva venduta un'automobile con il marchio Bentley.
Al contrario della VW, la BMW si è ritrovata con i diritti sul marchio e sul nome Rolls-Royce ma non aveva i diritti della calandra e della mascotte.
BMW e VW arrivarono a una soluzione. Dal 1998 al 2002 la BMW ha fornito i motori per le automobili e consentito l'uso dei nomi fino al 1º gennaio 2003.
La convertibile Corniche V, ultima Rolls costruita da BMW e VW, è uscita di produzione nel 2002; fu anche l'ultima Rolls-Royce prodotta nello storico stabilimento di Crewe.
Infatti per l'accordo VW-BMW, a partire dal 1º gennaio 2003 il Gruppo Volkswagen continua la produzione negli storici stabilimenti di Crewe, costruendo solo auto con il nome Bentley (ex divisione della Rolls-Royce/Bentley).
In base allo stesso accordo, dal 2003 la BMW, detentrice del marchio Rolls-Royce, costituisce la Rolls-Royce Motor Cars nel Goodwood Plant, stabilimento situato a Westhampnett.

## Automobili

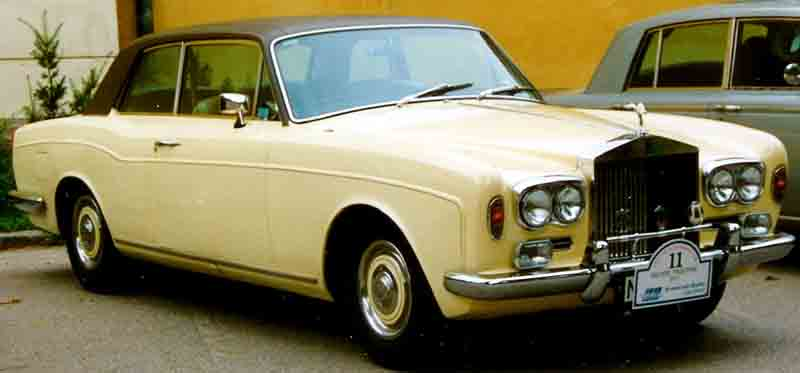
Una Rolls-Royce Corniche coupé

- 1965-1980 Silver Shadow — la prima Rolls-Royce con il telaio monoscocca; inizia con un motore 6,23 L V8, successivamente ampliato fino a 6,75 L; progettazione condivisa con la Bentley T
- 1968-1991 Phantom VI
- 1971-1996 Corniche
- 1975-1986 Camargue disegnata da Pininfarina
- 1980-1998 Silver Spirit/Spur/Dawn — progettazione condivisa con la Bentley Mulsanne

I modelli Bentley sono stati prodotti in gran parte in parallelo con le auto sopra elencate.
La Bentley Continental coupé (prodotta in varie forme dalla metà degli anni cinquanta alla metà del anni sessanta) non hanno modelli equivalenti Rolls Royce.

### Periodo VW
- 1998-2002 Silver Seraph — la sua progettazione è stata condivisa con la Bentley Arnage, ed è stata venduta in numero molto maggiore.
- 2000-2002 Corniche V — questa due porte convertibile è stata condivisa nella progettazione con la Bentley Azure 2ª serie. È stata la più costosa auto marchiata Rolls-Royce fino all'introduzione, nel 2003, della Phantom.